# Há Sempre Alguém
"Há sempre alguém" foi a canção que representou a televisão pública portuguesa (RTP) no Festival Eurovisão da Canção 1990 que teve lugar a 5 de Maio de 1990, na cidade de Zagreb. Foi interpretada em português por Nucha. Foi a 16.ª canção a ser interpretada na noite do festival, a seguir à canção jugoslava "Hajde da ludujemo", interpretada por Tajči e antes da canção irlandesa "Somewhere In Europe", interpretada por Liam Reilly. Como é apanágio dos representantes portugueses mais uma classificação modesta: 20.º lugar (entre 22 países participantes e apenas recebeu 9 pontos (7 do Luxemburgo e 2 do Reino Unido). Nucha gravou também uma versão em inglês da canção intitulada "Together".

## Autores
- Letra: Francisco Teotónio Pereira e Frederico Teotónio Pereira
- Música: Luís Filipe e Jan van Dijck
- Orquestração: Carlos Alberto Moniz

## Letra
A canção é uma balada, com Nucha lembrando os seus ouvintes que "Há sempre alguém/Que não tem tanto que nós temos" mas que também sonham os mesmo sonhos que os mais bem afortunados da sociedade têm.
A música é de 1990, época muito conturbada e de grandes acontecimentos para a Humanidade e sobretudo para a Europa … a queda do Muro de Berlim … o colapso da União Soviética ( URSS ) e o Bloco de Leste (a denominada Cortina de Ferro) em derrocada … eram ventos de mudança e de esperança que chegavam a muitos povos da Europa mas também ao Mundo … desabava um Império de opressão e ditadura , de ausência de Liberdade e Democracia … “Sempre Há Sempre Alguém” é uma música , uma balada de homenagem ao que temos de melhor na Vida em Sociedade: Liberdade , Democracia e Paz! … mas é também e sobretudo uma enorme homenagem a todos os que sonham e anseiam viver assim ... a todos os que em qualquer canto do Mundo ainda vivem ( como muitos em 1990 mas também ainda hoje !! ) no medo, na guerra, na opressão … por isso “Sempre há Sempre alguém / Que ainda não tem / O tanto que temos / Sempre há Sempre alguém / No canto do Mundo / Que sonha também! … é uma música TRIBUTO aos grandes valores da Vida: Liberdade, Democracia e Paz! ( fonte: Autores da Letra ) 